# Championnat d'Écosse de football 1962-1963
Navigation
Édition précédente Édition suivante
La 66e édition du Championnat d'Écosse de football est remportée par le Rangers Football Club. C’est le 32e titre de champion du club de Glasgow. Les Rangers l’emportent avec 9 points d’avance sur Kilmarnock FC. Le Partick Thistle FC complète le podium.
Le système de promotion/relégation reste en place : descente et montée automatiques, sans matchs de barrage pour les deux derniers de première division et les deux premiers de deuxième division. Clyde FC et Raith Rovers descendent en deuxième division. Ils sont remplacés pour la saison 1963/64 par Saint Johnstone et East Stirlingshire.
Avec 27 buts marqués en 34 matchs, Jimmy Millar de Rangers FC remporte pour la première fois le classement des meilleurs buteurs du championnat.

## Les clubs de l'édition 1962-1963
| \| Aberdeen FC Glasgow · Celtic - Rangers - Partick Thistle Dundee · Dundee FC-United Édimbourg · Heart - Hibernian Motherwell FC Kilmarnock FC Saint Mirren Airdrieonians Fife : Dunfermline-Raith Rovers Falkirk FC Queen of the South Clyde FC \| Localisation des clubs engagés dans le championnat. |
| Aberdeen FC Glasgow · Celtic - Rangers - Partick Thistle Dundee · Dundee FC-United Édimbourg · Heart - Hibernian Motherwell FC Kilmarnock FC Saint Mirren Airdrieonians Fife : Dunfermline-Raith Rovers Falkirk FC Queen of the South Clyde FC                                                           |

| Club                               | Ville       |
| ---------------------------------- | ----------- |
| Aberdeen Football Club             | Aberdeen    |
| Airdrieonians Football Club        | Airdrie     |
| Celtic Football Club               | Glasgow     |
| Clyde Football Club                | Glasgow     |
| Dundee Football Club               | Dundee      |
| Dundee United Football Club        | Dundee      |
| Dunfermline Athletic Football Club | Dunfermline |
| Falkirk Football Club              | Falkirk     |
| Heart of Midlothian Football Club  | Édimbourg   |
| Hibernian Football Club            | Leith       |
| Kilmarnock Football Club           | Kilmarnock  |
| Motherwell Football Club           | Motherwell  |
| Partick Thistle Football Club      | Glasgow     |
| Queen of the South Football Club   | Dumfries    |
| Raith Rovers Football Club         | Kirkcaldy   |
| Rangers Football Club              | Glasgow     |
| Saint Mirren Football Club         | Paisley     |
| Third Lanark Athletic Club         | Glasgow     |

## Compétition

### Classement
Le classement est établi sur le barème de points classique (victoire à 2 points, match nul à 1, défaite à 0).
| Rang | Équipe               | Pts | J  | G  | N  | P  | Bp | Bc  | Diff |
| ---- | -------------------- | --- | -- | -- | -- | -- | -- | --- | ---- |
| 1    | Rangers FC C         | 57  | 34 | 25 | 7  | 2  | 94 | 28  | +66  |
| 2    | Kilmarnock FC        | 48  | 34 | 20 | 8  | 6  | 92 | 40  | +52  |
| 3    | Partick Thistle FC   | 46  | 34 | 20 | 6  | 8  | 66 | 44  | +22  |
| 4    | Celtic FC            | 44  | 34 | 19 | 6  | 9  | 76 | 44  | +32  |
| 5    | Heart of Midlothian  | 43  | 34 | 17 | 9  | 8  | 85 | 59  | +26  |
| 6    | Aberdeen FC          | 41  | 34 | 17 | 7  | 10 | 70 | 47  | +23  |
| 7    | Dundee United        | 41  | 34 | 15 | 11 | 8  | 67 | 52  | +15  |
| 8    | Dunfermline Athletic | 34  | 34 | 13 | 8  | 13 | 50 | 47  | +3   |
| 9    | Dundee FC T          | 33  | 34 | 12 | 9  | 13 | 60 | 49  | +11  |
| 10   | Motherwell FC        | 31  | 34 | 10 | 11 | 13 | 60 | 63  | -3   |
| 11   | Airdrieonians        | 30  | 34 | 14 | 2  | 18 | 52 | 76  | -24  |
| 12   | Saint Mirren         | 28  | 34 | 10 | 8  | 16 | 62 | 72  | -10  |
| 13   | Falkirk FC           | 27  | 34 | 12 | 3  | 19 | 54 | 69  | -15  |
| 14   | Third Lanark AC      | 26  | 34 | 9  | 8  | 17 | 56 | 68  | -12  |
| 15   | Queen of the South P | 26  | 34 | 10 | 6  | 18 | 36 | 75  | -39  |
| 16   | Hibernian FC         | 25  | 34 | 8  | 9  | 17 | 47 | 67  | -20  |
| 17   | Clyde FC P           | 23  | 34 | 9  | 5  | 20 | 49 | 83  | -34  |
| 18   | Raith Rovers         | 9   | 34 | 2  | 5  | 27 | 35 | 118 | -83  |

| Légende : Qualifications et relégations | Légende : Qualifications et relégations                                |
| --------------------------------------- | ---------------------------------------------------------------------- |
|                                         | Champion d'Écosse. Qualifié pour la Coupe d’Europe des clubs champions |
|                                         | Relégation en deuxième division                                        |
|                                         | T : Tenant du titre C : Vainqueur de la Coupe d'Écosse P : Promus      |

## Bilan de la saison
| Tableau d'Honneur                |            |
| Compétition                      | Vainqueur  |
| Championnat d'Écosse de football | Rangers FC |
| Coupe d'Écosse de football       | Rangers FC |

| Promotions et relégations |                                    |
| Promus                    | Saint Johnstone East Stirlingshire |
| Relégués                  | Clyde FC Raith Rovers              |

## Statistiques

### Meilleur buteur
1. Jimmy Millar, Rangers FC, 27 buts